# Astrit Delvina
Astrit Delvina (ur. w październiku 1920 w Delvinë, zm. 18 lipca 1990 w Tiranie) – albański pisarz, ofiara represji komunistycznych.

## Życiorys
W latach 1940–1943 studiował medycynę na Uniwersytecie Bolońskim. Publikował powieści w czasopiśmie Bleta, używając pseudonimów Lek Copa, Astor oraz Kaçija. W latach 40. należał także do redakcji czasopisma Bashkimi. Pracował następnie jako asystent medyczny.
21 lutego 1951 roku został aresztowany przez władze komunistyczne pod zarzutem antykomunistycznej agitacji i propagandy oraz próby ucieczki; 8 sierpnia tegoż roku został skazany na 5 lat pozbawienia wolności oraz utratę praw wyborczych na okres jednego roku; na wolność wyszedł w 1956 roku, następnie przez dwa lata pracował jako pracownik fizyczny. W 1958 roku został internowany do Libofshë, następnie do Levanu, gdzie został członkiem rady wiejskiej. 16 września 1967 roku został ponownie aresztowany i skazany za antyrządową agitację na 10 lat pozbawienia wolności, ponadto pozbawiono go praw wyborczych na okres 5 lat; karę odbywał do 1976 roku w więzieniu w Spaçu, po czym został internowany we wsi Shtyllas, ponownie pracując jako pracownik fizyczny. Ostatecznie, ciężko chory, w maju 1990 roku wrócił do Tirany, gdzie zmarł 18 lipca tegoż roku.

## Wybrana twórczość[1]
- Dhe e bukura nuk u zgjua (1944)
- Endrra me ngjyra (1944)
- Globi në rrjetë (1944)
- Kalimi i Rubikonit (1944)
- Ndërgjegja (1944)
- Noelës (1944)
- Pikëpjekje zemrash (1944)
- Shkretëtira kozmike (1944)
- Sytë e Luçies (1944)
- Zëri prapa murit (1944)
- Bijt e Tantalit (1951)
- Sykuqi